# Ремерштайн
Ремерштайн (нім. Römerstein) — громада в Німеччині, знаходиться в землі Баден-Вюртемберг. Підпорядковується адміністративному округу Тюбінген. Входить до складу району Ройтлінген.
Площа — 46,05 км2. Населення становить 4054 ос. (станом на 31 грудня 2020).